# George Salmon
Pour les articles homonymes, voir Salmon.
George Salmon (25 septembre 1819-22 janvier 1904) est un mathématicien et théologien irlandais.

## Biographie

### Jeunesse
Il naît à Cork en Irlande, alors dans le Royaume-Uni, son père Michael Salmon, un marchand de lin, se marie avec Helen Weekes, ils ont quatre enfants, George est leur seul fils.
George commence ses études dans sa ville natale, dans l'école de Mr Porter puis il entre au Trinity College de Dublin en 1833. Il étudie les mathématiques et les classiques, gagne une bourse d'études en 1837 et obtient son diplôme avec les honneurs en mathématiques en 1838.
En 1844 il se marie avec Frances Anne Salvador (morte en 1878), il vit avec sa famille 81 rue Wellington à Dublin pendant 40 ans. Il a quatre fils et deux filles, seul l'aîné et la plus jeune lui survivent, les autres meurent pendant leur enfance ou au début de l'âge adulte.

### Professeur d'université

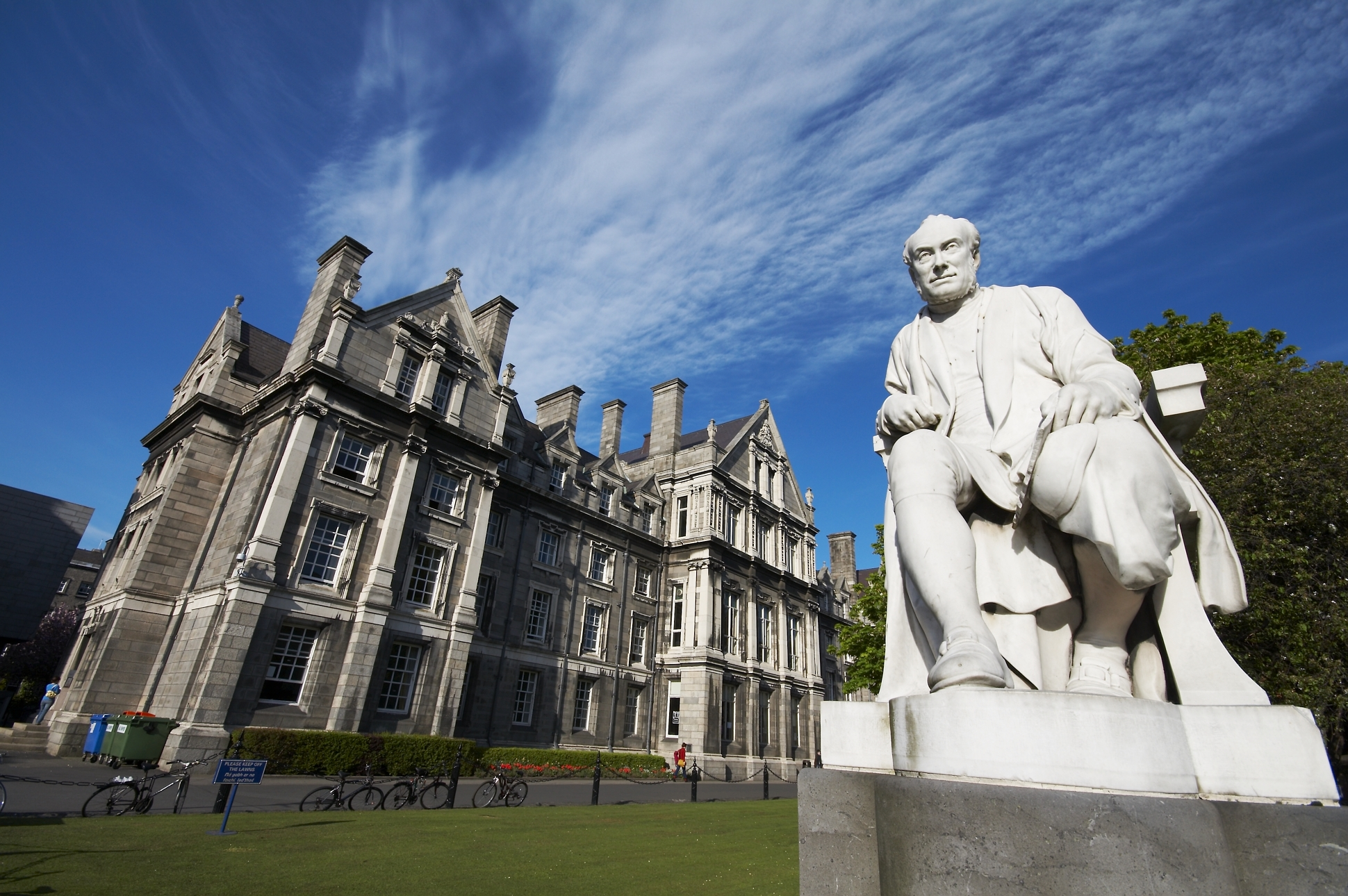
Statue de George Salmon au Trinity College de Dublin

George Salmon travaille au Trinity College. Contemporain de William Rowan Hamilton et James MacCullagh, le suicide de celui-ci est peut-être une des causes de son abandon des mathématiques. Il est aussi prévôt de Trinity et atteint une réputation notable pour sa forte opposition à l'entrée des femmes dans le College bien qu'il finisse par accepter leur entrée au Trinity College. Salmon devient membre de la Royal Society en 1863.

### Théologien
Après 1874 son travail en mathématiques se tarit et il se tourne vers la théologie. Il écrit sur la nature de l'Église d'Irlande, le châtiment éternel et l'existence des miracles. Il devient chancelier de la cathédrale Saint-Patrick.

### Joueur d'échecs
George Salmon était également joueur d'échecs et disputa des parties contre Daniel Harrwitz (en 1850) et contre Paul Morphy (lors d'une simultanée à l'aveugle en 1858). Il fut le président du club de Dublin de 1890 à 1903.

## Découverte mathématique
Salmon est un géomètre algébriste, il découvre en collaboration avec Arthur Cayley, qu'il existe 27 lignes droites sur une surface cubique (une surface algébrique de degré 3).